# Калужская женская гимназия
Калужская женская гимназия — первое женское образовательное учреждение в Калуге.

## История
Для учреждения в Калуге женского училища 1-го разряда по «Положению» 30 мая 1858 года губернатором В. А. Арцимовичем был создан особый комитет из представителей всех сословий города. В него вошли: губернский и уездный предводители дворянства, вице-губернатор Н. И. Юркевич, генерал-майор Б. Ф. Гринфельд, директор мужской гимназии П. С. Бибиков, член приказа Общественного призрения Т. Д. Торопынин, городской голова купец М. К. Фалеев и дворянин П. Н. Свистунов.
Губернское дворянство 15 января 1860 года, по предложению предводителя дворянства Ф. С. Щукина, решило пожертвовать по копейке с каждой принадлежащей им «ревизской души». В итоге было собрано 3160 рублей. Ещё большую сумму удалось собрать с купцов и промышленников, которые 12 ноября 1858 года решили жертвовать в пользу женской гимназии в течение трёх лет «5% с цены каждого торгового свидетельства»; было собрано около 4 тысяч рублей. кроме того, по добровольной подписке от разных лиц было принято ещё более 6 тысяч рублей. самыми крупными жертвователями стали душеприказчики Лихвинского помещика Петра Алексеевича Племянникова — его жена Елизавета Петровна, старший сын Аркадий Петрович, а также статский советник Николай Алексеевич Ушаков. На часть собранных средств 25 октября 1859 года за 5 тысяч рублей был приобретён каменный трёхэтажный дом на Масленниковской улице у купца Билибина. На ремонт и приспособление здания под учебные нужды было израсходовано ещё 3 тысячи рублей. Наконец, 15 июля 1860 года В Калуге были расклеено объявление, которое можно было прочитать в газете «Калужские губернские ведомости» на следующий день, в котором «Комитет об учреждении в г. Калуге женского училища 1 разряда доводит до общего сведения, что 26 августа текущего года, в день коронования Их Императорских Величеств, последует открытие училища»; приёмные экзамены были назначены на 17—22 августа. Из 56 человек были приняты 54: в 1-й класс — 31, во 2-й — 10, в 3-й — 13, в том числе из дворян — 11, дочерей чиновников — 28. С 1 сентября в училище начались регулярные занятия. Плата за обучение составляла 15 рублей в год.

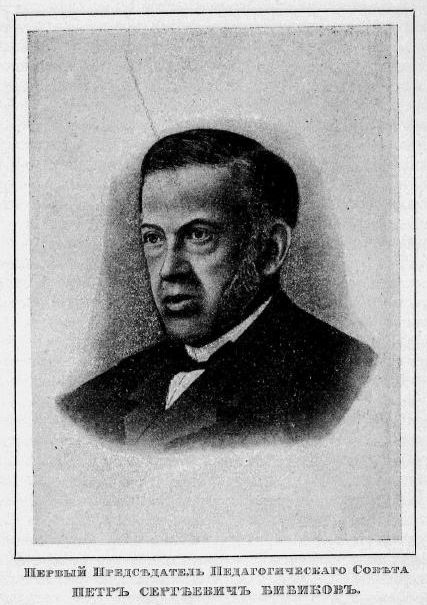

Администрация женского училища, согласно утверждённому 10 мая 1860 году «Положению», состояла из попечительницы, председателя Педагогического совета — директора мужской гимназии, начальницы, а также попечительного и педагогического советов. Попечительницей была избрана супруга губернатора Анна Михайловна Арцимович; начальницей стала Шарлотта Фёдоровна Герц, содержавшая в Калуге с 1853 года частный пансион благородных девиц. Педагогический персонал училища был составлен из преподавателей мужской гимназии.
Вскоре, в 1861 году, в Калужской губернии (в Жиздре и Мещевске) были открыты женские училища 2-го разряда, преобразованные в 1873 году в женские прогимназии.
В декабре 1870 года было разрешено преобразовать женское училище в семиклассную женскую гимназию. В 1871 году попечительницей гимназии была избрана Евдокия Владимировна Сухозанет, вдова генерал-адъютанта Н. О. Сухозанета. В этом же году оставила должность начальницы Ш. Ф. Герц и вместо неё была избрана вдова действительного статского советника Клеопатра Ивановна Виноградская. В 1871/72 учебном году в гимназии училось 90 гимназисток, в 1875 году достигло 221, а в 1879 году — 316 учениц; учебно-воспитательный персонал состоял из 14 человек.
В 1881 году в гимназии был открыт VIII (педагогический) класс, куда поступило 17 учащихся. В нём изучались педагогика, русский язык, математика, история и география; велись практические занятия: каждая из воспитанниц VIII класса «имела в своём наблюдении учениц младших классов».
В 1890—1892 годах была сделана трёхэтажная пристройка к зданию гимназии. Однако продолжал ощущаться недостаток помещений из-за увеличения учащихся, вызванных переводом в Калугу Управления Сызрано-Вяземской железной дороги и переводом в город Старо и Новоингермаландских полков. Число учениц доходило до 400; во всех классах были открыты параллельные отделения; увеличился штат преподавателей: уроки давали не только педагоги классической мужской гимназии, но и реального училища и духовной семинарии; с большим трудом составлялось расписание. В 1897 году была окончена ещё одна трёхэтажная пристройка. К 1904 году число учениц возросло до 700.
В числе выпускниц гимназии: Евгения Скворцова (1877, золотая медаль), Любовь Циолковская (1900), Александра Матова (1906), Александра Перегонец (1914).
Осенью 1918 года гимназия стала именоваться 1-й Советской единой трудовой школой 1-й и 2-й ступеней, в ней стали совместно обучаться девочки и мальчики. В 1931 году школа стала называться 5-я фабрично-заводская девятилетка. С 1934 года школа перешла на десятилетнее обучение, а в следующем школа стала называться 5-й средней школой города Калуги. Примечательно, что в 1952 году в школе преподавал Булат Шалвович Окуджава.